# Házasság
A házasság az európai hagyomány és a hatályos magyar jog szerint egy felnőtt férfinak és egy nőnek jogilag elismert és szabályozott életközössége. A házasság egyéb formái is léteznek: számos társadalom ismeri a poligámiát, ahol egy személynek több házastársa lehet. 2001-től kezdve számos ország jogrendszerében a házasság fogalma kiegészült az azonos neműek házasságával.
A házasság szentsége a katolikus egyházban és az ortodox egyházakban az úgynevezett hetedik szentség, amely – az egyházi tanítás szerint – a férfi és nő életközösségét megszenteli: a házasság lényegi sajátossága e szerint az egység és a felbonthatatlanság. (Csak a halállal szűnik meg, lásd válás.) Lásd még hímen, vagyis a házasságkötés; vagy „hímen láncai”, azaz a házassági kötelék.
A „házas” szó jelentése nős, illetve férjezett, a „házastárs” pedig a házas felek közül valamelyik. A „házasélet” férj és feleség házasságbeli együttélése, vagy szűkebb (orvosi) értelemben kettejük nemi élete.
Az okok amiért az emberek házasodnak széles körben változnak, de általában a következők: törvényes, társadalmi és gazdasági stabilitás; egy családi egység létrehozása; gyermeknemzés és gyermekek nevelése; szexuális kapcsolat legitimizálása; a szeretet nyilvános nyilatkozata.

## Általános fogalmak

### Monogámia
Az európai és amerikai kultúrák jobbára monogámok. Ez részben a kereszténységből ered, és a római jogból (utóbbi azonban engedélyezte a prostitúciót és a rabszolgákhoz való szexuális hozzáférést).
Jelentése: Egynejűség illetve egyférjűség.

### Poligámia
A poligámia az a családi forma, melyben a férj több feleséggel, vagy a feleség több férjjel rendelkezik.
Többférjűség
A többférjűség, vagy poliandria, az a családi forma, amelyben egy nőnek egyidejűleg több férje van. Elfogadott volt egykor a bretonoknál, a Kanári-szigetek őslakóinál, egyes indián törzsekben, valamint Indiában, Nepálban, Tibetben és Új-Zélandon.
Okai lehettek, hogy az adott társadalmon belül kevés volt a nők lélekszáma, vagy, hogy egy férfi nem tudott eltartani egy családot. Általában a férjek testvérek voltak, és a maguk között fennálló hierarchiának megfelelően élhettek jogaikkal a feleség felé, az első férj domináns helyzetet élvezett. (Közös megegyezés alapján egymással nem rokoni kapcsolatban álló férfiak is elvehettek egy nőt, vagy kezdeményezhette a poliandriát egy tehetős asszony.)
Többnejűség
A többnejűség, vagy poligínia az a családi forma, amelyben egy férfinak egyidejűleg több felesége is van.
Ezt különböző vallások különbözőképpen értékelik, van, amely megengedő ebben a tekintetben és van, amelyik tiltja. Sokáig elfogadott volt például Kínában, Afrikában és a Közel-Kelet egyes országaiban ma is.
Az iszlám (a Koránra hivatkozva) és a mormon vallás (az Ótestamentumra hivatkozva) szerves része a több feleség birtoklásának gyakorlata. A Biblia valóban ismeri a többnejűséget, és az ágyasságot is de a katolikus egyház kizárólag a monogámiát fogadja el. Lásd bővebben az Ótestamentum és Újtestamentum ebbéli eltéréseit.
Háborúk után (amikor férfihiány alakul ki) monogám közösségek is elfogadják (hivatalosan, vagy hallgatólagosan) a poligámiát.

## Története

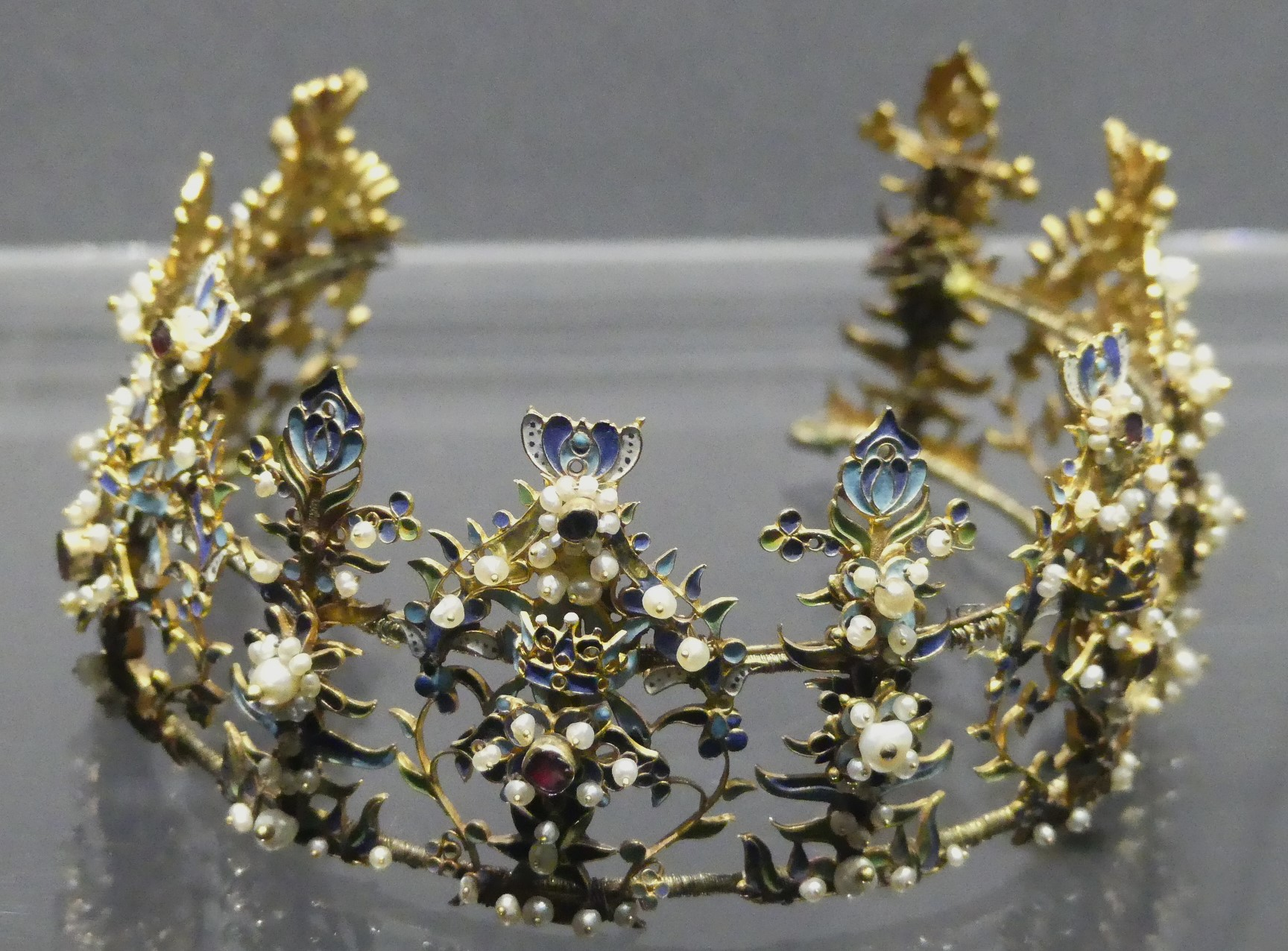
Menyasszonyi koronka

Valami fajta házasságra majd minden társadalomban létezik alternatíva. Történelmét elég jól visszakövethetjük elsősorban a kapcsolati forma dokumentáltsága miatt. A római jog szerint: «Nuptiae sunt conjunctio maris et feminae, consortium omnis vitae divini et humani juris communicatio» és «Nuptiae sive matrimonium est viri et mulieris conjunctio individuam vitae consuetudinem continens»

### Története Magyarországon
Magyarországon a polgári házasság eszméjét II. József magyar király fogalmazta meg először, 1786-ban kiadott házassági pátensében. A házassággal kapcsolatos jogalkotás azonban 1894-ig elsősorban a vegyes házasságok szabályozásával foglalkozott, különösen a házassági perekben való ítélkezés és a vegyes házasságból született gyermekek vallásának kérdése kerül e rendelkezések középpontjába.
A házassági jogi törvényjavaslatot 1889–1893-ig tárgyalta az országgyűlés. A főrendiház álláspontja szerint a házasságkötés kérdését vallásegyenlőségi és viszonossági elv alapján kellett volna megoldani, a felekezeti házassági jogok megtartásával és további kiegészítésével. A képviselőház egységes házassági jogot szorgalmazott, amelynek alapja a kötelező polgári házasság bevezetése.
A polgári házasságról szóló 1894. évi XXXI. törvénycikk szentesítésére 1894. december 9-én került sor az egyházpolitikai reform keretében benyújtott többi törvénnyel együtt. A törvény hatályba lépését követően a házasságot kizárólag csak az erre illetékes polgári hatóságok előtt lehetett megkötni.
A korábbi felekezeti jogi szabályozást elvetve, az eljegyzéshez semmi különös joghatást nem fűzött a törvény, legfeljebb az alaptalanul visszalépő fél ellen biztosított kártérítési kereseti jogot a felmerült költségek erejéig a károsultnak.
Ugyanígy az a jegyestárs is köteles volt természetben visszaadni a jegyajándékot, aki a másik jegyesnek alapos okot szolgáltatott az eljegyzéstől való visszalépésre.
A házassági akadályok konstatálása a házasság érvénytelenségéhez vezetett. Ezek lehettek bontó illetve tiltó akadályok.
A házasságkötésnél közreműködő anyakönyvvezető köteles volt a megtörtént házasságkötést a házassági anyakönyvbe bejegyezni.
A házasság a polgári házassági jog szerint megszűnt az egyik házastárs halálával és bírói felbontással. A felbontáshoz a bontó okok vezettek. A bontó okok lehettek feltétlen és feltételes bontó okok.
A házassági életközösség felbontásának speciális változata volt az ágytól és asztaltól való elválás.

## A házasságkötés jogi kérdései
A házassághoz gazdasági és jogi következmények fűződnek, a házasságjog szerint a család alapja, amely viszont a társadalom és az államilag elfogadott társadalmi rend első pillére- tehát alapvető társadalmi intézmény, ezért előírások szabályozzák, milyen feltételekkel lehet azt végrehajtani. A házasság a házasságkötés jogi cselekményével lép életbe. Ennek során a házasulandók anyakönyvvezető, illetve vallásuk szerinti pap előtt frigyre lépnek. Ehhez szükség van a „tanúk” aláírására is, mind a nő, mind a férfi részéről.
A házasságkötés aktusa előtt a jövőbeli férj neve vőlegény, az aráé menyasszony (eljegyzett nő). A serdülőkorú, férjhezmenetel előtt álló leány neve a magyar nyelvben hagyományosan „eladó leány”, vagy aki „eladósorba lépett”. A lány családja által adott pénzösszeg és más (anyagi) támogatás neve „hozomány”. A házasulók szüleinek neve „örömszülők”, „örömapa”, „örömanya”. A férfi bátyja vagy öccse lesz a feleség „sógora”, nővére vagy húga pedig a „sógornője” és viszont. Az „após” a leendő házastárs édesapja, az „anyós” az édesanyja, akiknek az ifjú feleség a „menye”, az ifjú férj a „veje”.

### A házasságkötés akadályai
A házasságról, a családról és a gyámságról szóló 1952. évi IV. törvény alapján a házasság érvénytelen, ha
- a házasulók valamelyikének korábbi házassága fennáll
- VAGY a házasulók az alábbiak szerinti rokoni kapcsolatban állnak egymással:
  - egyenes ági rokonok
  - testvérek,
  - testvér és a testvére vér szerinti leszármazója,
  - házastárs és volt házastársa egyenes ági rokona
  - örökbefogadó és az örökbefogadott
- VAGY a házasság megkötésekor valamelyik fél cselekvőképességet kizáró gondnokság alatt állt
- VAGY a házasság megkötésekor valamelyik fél a teljes cselekvőképtelenség állapotában volt, de nem állt gondnokság alatt
- VAGY a megkötésénél az anyakönyvvezető nem hivatalos minőségben járt el, vagy ha a házasulók a házasságkötésre irányuló kijelentésük megtételekor nem voltak együttesen jelen
- VAGY valamelyik fél még nem töltötte be a 16. életévét
- VAGY a 16-18. év közötti személy a gyámhivatal engedélye nélkül kötött házasságot.

Az unokatestvérek házassága Magyarországon jogilag engedélyezett, de a gyakorlatban ritka.

### A házasság vége
A legtöbb társadalomban az egyik fél halála lezárja a házasságot. Monogám társadalmakban általában megengedik az újraházasodást, bár időnként a gyászidőszak („gyászév”) letelte után. Azt a házastársat, aki túléli hitvesét, „özvegynek” vagy „özvegyembernek” nevezik.
A válás a házasság törvényes felbontása. A polgári házasság jogi úton felbontható, mindkét fél szabadon új házasságot köthet. Hazánkban a válás nem vétkességi alapú és a gyakorlat nem biztosítja a házasfelek egyenlőségét. A válások több, mint 70%-át nők kezdeményezik. Az el nem hált nász a katolikusoknál felbontható pápai felmentés által, vagy egy szerzetesrendbe való belépéssel.

### A házasságtörés
A házastársi hűségnek házasságon kívüli nemi viszonnyal való megsértése. Az elmúlt korok általánosságban elítélték, főként, ha a nő követte el, és mindig súlyos büntetéssel sújtották (lásd: Mózesi törvények). A női egyenjogúsítással (lásd feminizmus) és a szexuális forradalommal (születésszabályozás, az abortuszhoz való jog) a szemléletmód fokozatosan változott. Egyes államokban azonban ez az archaikus állapot és jogszolgáltatás különböző variációkban ma is fennáll.

#### Házasságtörés a Bibliában
A János-evangéliumban található egy elbeszélés: Jézushoz visznek egy nőt, akit házasságtörésen értek. A mózesi törvények alapján az ilyeneket meg kell kövezni. Jézus a hozzá intézett, megismételt kérdésekre sem mondja ki a halálos ítéletet, de kijelenti: „Az vesse rá az első követ, aki bűntelen közületek!” Miután a vádlók valamennyien elmentek, Jézus ezzel bocsátja útjára a nőt: „Én sem ítéllek el. Menj, de többé ne vétkezzél.”

### A házasságszédelgés
A házasságszédelgés házassági ígérettel elkövetett csalás.

### Bigámia
A kettős házasság (közkeletű nevén bigámia) az a bűncselekmény, amelyet az követ el, aki házasságának felbontása nélkül új házasságot köt.

## Esküvő
Házasságot esküvői szertartással ünnepelhetnek, amelyet egy vallási és egy világi eljárás hitelesíthet. A házasságkötés ceremóniája korszak, vallás és hagyomány szerint változó, de általában ünnepélyes közösségi külsőségek között megy végbe, melyre vendégül hívják a házasulandók rokonait és barátait is, megtörténik a közös étkezés (a lakodalom), tánc, és az úgynevezett nászajándékok átadása.
A „menyasszonytánc” a lakodalomban a férfi vendégeknek a menyasszonnyal járt tánca, amely minden fordulójáért (tehát mikor lekérik az arát) ajándékot, pénzt adnak az ifjú párnak. Ritkábban így nevezik a vőlegény táncát is a menyasszonnyal.
Végül egy közkeletű magyar kifejezéssel „elhálják a nászt”, tehát sor kerül a nászéjszakára. Valaha jóval nagyobb jelentőséggel bírt, hiszen csakugyan akkor került sor az első testi kapcsolatra az asszony és férfi között és sokat számított a nő szüzessége is, bizonyítandó, hogy még nem volt férfival kapcsolata (tehát a születendő gyermekek biztosan az apától származnak); de mára nagyon ritka, hogy a felek előbb ne élnének nemi életet.
(Lásd még az „első éjszaka joga”, vagy ius primae noctis.)
Az egyes kisebbségek saját megőrzött hagyományai ötvöződhetnek a kor házasságkötési elvárásaival, különleges elemei megjelenhetnek az esemény lefolytatásakor. (Katolikus és világi szertartás, sintoista esküvő, ortodox lakodalom.)

### A jegygyűrű története
Az a szokás, hogy az eljegyzési ceremónia során az asszonyjelölt gyűrűt kapott a középkortól vált jellemzővé. Az ékszer mintegy az ígéret zálogaként szolgált, hogy a vőlegény nem fog elállni a szándékától. Eleinte csak a menyasszony viselt gyűrűt, csak miután a 13. századtól belefoglalták az egyházi szertartás rituáléjába is, jelent meg mindkét fél kezén.

### Öltözködés

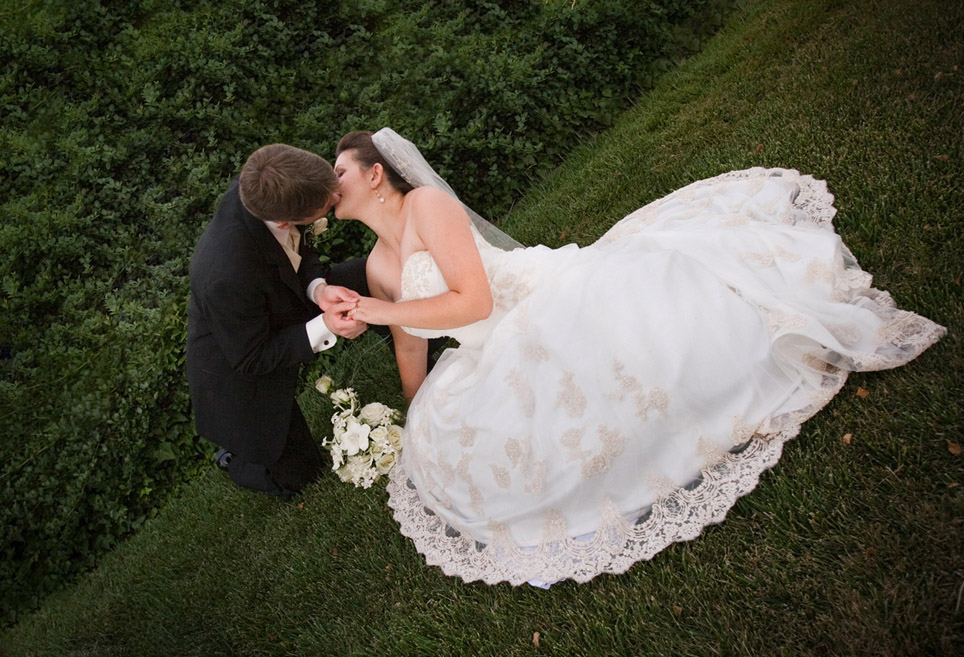
Vőlegény és menyasszony

Korunk nyugati kultúrájában mára konvencionálissá vált az úgynevezett menyasszonyi ruha – ez alatt általában fátylas, uszályos, költséges ruhakölteményt értünk, amit az erre szakosodott szalonok bérelhető formában is biztosíthatnak. Az első házasuláskor a ruha színe általában fehér, de később megjelenhet a rózsaszín, halványkék, stb. is. Ritkák az extrém menyasszonyi ruhák, de előfordul például sztárok esetében, hogy rendhagyó módon teszik a sajtó számára hírértékűvé a magánéletük ezen eseményét.
Az úgynevezett koszorúslányok ruhája hagyományosan egyforma és piros; napjainkban különböző színű, hosszúságú és szabású öltözéket is viselhetnek. A vőlegény szintén elegánsan jelenik meg, rendszerint öltönyben, igény szerint a gomblyukába tűzött virág harmonizál az ara hagyományos csokrával. A meghívottaknak is illendő az alkalomhoz öltözni és mellőzni a kirívó szélsőséges, ízléstelen ruhadarabokat, hölgyvendégek nem öltözhetik „túl” a menyasszonyt.

## Rokonházasság
A fejlettebb társadalom minden korban tilalmazta a közeli rokonok házasságát. Az Oxford Angol Szótár szerinti meghatározása „közeli rokonok nemi érintkezése”, a Magyar Értelmező Kéziszótár szerint „nemi közösülés a legközelebbi vérrokonok között”.
Az ősi Egyiptom uralkodói és a perui inkák megengedték a vérrokonok házasodását és gyermeknemzését. II. Ramszesznek legalább 50 leánya volt, és jó néhányat feleségül vett közülük. C.S. Ford és F. A. Beach könyve, a „Patterns of Sexual Behaviour” szerint azonban az e fajta nászt nem engedték meg a népnek. Az afrikai azande törzs szokása, hogy a törzsfőnök leányai közül vesz feleségeket.
A rokonok házassága azért okoz genetikai bajokat, mert növeli annak valószínűségét, hogy a lappangó káros tulajdonságok felszínre törjenek. Minden ember hordozhat esetleg káros recesszív géneket, de azok lappangva, rejtve maradnak, s csak akkor mutatkoznak meg, ha mindkét szülőnek nemcsak van ilyen génje, de tovább is adja azt, és ekkor a kóros eltérés az utódban kifejlődik.
A helyzet tisztázása céljából meg kell említeni, hogy minden népcsoport beltenyészet bizonyos mértékig. A házasságok helyi események, a párválasztás hatósugara ritkán nagy kiterjedésű. Ez irányban hatnak a földrajzi és társadalmi korlátok, valamint a szokások, de ha valaki kalandos módon messzebbről hoz is párt, minthogy mindenkinek két szülője van és négy nagyszülője, és ezeknek is két-két szülője van, az átfedés hamarosan bekövetkezik (számítások szerint minden ma élő emberre kb. 15 valaha élt másik jut csupán 
Az unokatestvérek házasságánál elhangzottal fokozottabban érvényesek közelebbi rokonság esetén. Az unokatestvérek génjeinek átlagosan 1/8 része azonos.

## A házasság az egyes vallásokban

### A házasság a Bibliában
A „házasság” kifejezés az Ótestamentumban ismeretlen. A Biblia a legtöbb esetben a szövetség, „berit” kifejezést használja. A Biblia alapján az ember egyszemélyben hiány-lény, ezért a házasság egyik fő célja, hogy a házas felek segítő társai legyenek egymásnak. A házasság másik bibliai célja a gyermek, éppen ezért a gyermektelenség szégyene a nőnek vagy büntetés.
Az Ótestamentum a házasságot, mint szövetséget szívesen alkalmazza Izraelnek Istenhez való viszonyára. Ha Izrael hű marad Jahvéhoz, akkor szerencsés és hatalmas, ha hűtlenné válik, azaz más vallási kultuszt fogad el, akkor, mint a házasságtörő asszony, pusztulásra van ítélve. A házasságnak ezt az allegorikus értelmezését a kereszténység is átveszi, ahol is az egyház Jézus Krisztus menyasszonya.

### Katolikus egyház
A házasságjogi vonatkozásait az Egyházi Törvénykönyv szabályozza. A katolikus egyház tiltja az úgynevezett vegyes házasságot, azaz a katolikus félnek nem katolikus kereszténnyel vagy nem kereszténnyel kötött házasságát (lásd: reverzális). Ez akkor oldható fel, ha van rá egyházi engedélye illetve kijelentik, hogy születendő gyermekeik keresztény szellemben lesznek nevelve.
Tilos a latin, malabár és malankár rítusú katolikus papoknak és szerzeteseknek a házasságkötés (lásd: cölibátus).
Lásd még: Casti connubii, amely a mély vallásosság szellemében kimondja, a házasság isteni alkotás, s az ember szabadsága annyira korlátozódik, hogy kijelentse: óhajt adott személlyel házasságot kötni, vagy sem. A gyermeknemzés jelentőségét hangsúlyozza, elítéli a szabadosságot, ugyanakkor figyelmeztet a nő fontosságára a családi életben, mint annak elsődleges szerepére.
A II. vatikáni zsinat már nem tesz különbséget a házasság elsődleges és másodlagos célja (a gyermekek nemzése, nevelése és a házastársi aktus) között. A házasságot olyan szeretetközösségnek fogja fel, amelynek természetes gyümölcse a gyermek. (Lásd. Humanae vitae.)

## A házasságközvetítő
Házasságközvetítéssel foglalkozó személy, vagy intézmény, esetleg iroda. A házasságközvetítők általában magánvállalkozások, amelyek jövedelemszerzés céljából foglalkoznak azzal, hogy annak előtte idegen személyeket házasságkötés céljából megismertessenek egymással. Működésüket egyes államokban nem korlátozzák, máshol engedélyhez kötik.
A házasságközvetítésnek számos megnyilvánulása volt a történelemben, mind ugyanazt a feladatot volt hivatva megoldani: összehozni olyan párokat nász céljából, akik egyébként nem találkozhattak volna, mert nem volt korábban közös ismeretségük.

### A Rákóczi-szabadságharc korában
Érdekes leírást ad Mikszáth Kálmán, A fekete város című, részben fiktív, részben tényeken alapuló regényében a korszak ismerkedési problémájáról: az elszegényedett, de jó nevű magyar nobilis urak a Rákóczi-szabadságharc idején a gazdag (jobbára szász származású) városi patrícius családok leányait kezdték keresni.
„Csak e fenséges tünetből magyarázható ki, hogy a városi patríciusok józan, hideg fejében az a bolondság kezdett motoszkálni, hogy nemes urakhoz adják férjhez leányaikat; valami olyan kívánatosnak kezdett az feltűnni, hogy reszkettek utána. Hát még a mamák! Tagadhatatlanul csábító volt: nexust keresni az uralkodó osztállyal. Milyen szép az, ha az embernek az unokáját Prónainak hívják, de Tótpróna, vagy Jekelfalussynak, de eadem, habár csak leányágon. ”
Viszont a két réteg nem igazán találkozhatott: a városban például nem voltak vendégfogadók, mert a szállásadás a polgárság jövedelmét képezte (egy kis hátsó szoba erejéig); sem nyilvános bálok, a serdült leányok el voltak zárva idegenektől. A regényben egy szigorú erkölcsű öreg kisasszony, Klöster Matild kapva kap az alkalmon, és három házat vesz bérbe, fényes háztartást indít, s „eladó lányokat” vesz magához jó pénzért téli tanfolyamra, hogy úri dámát faragjon belőlük. Nála a házasulandó fiatalurak a közös foglalkozásokon kényelmesen megtekinthették a „raktáron levő összes, évi termést” és a lányok hozományáról is informálódhattak. Mikszáth „gügyü”-nek, vagy „összeboronálónak” nevezte regényében ezt a foglalkozást.

### Napjainkban
Manapság már inkább különböző, specializálódott partnerközvetítő szolgáltatások léteznek, de nem kifejezetten házasság céljából. A kor gondolkodása átértékelte a házasság fogalmát is, amely nem a révbe érés szinonimája többé.
E szolgáltatók jelentős része az interneten működik, és örömteli párkapcsolatot ígérnek reklámként (aminek akár házasság is lehet a vége). Egy csekély részük ingyenes, a legtöbb egy átutalt összeghez köti a szolgáltatásait. A regisztráció általában mindenhol díjtalan, de az extra juttatások (például milyen módokon kelthetjük fel irántunk az érdeklődést a több ezer hasonlóan regisztrált tag közül) már pénzbe kerülnek. A fizetés történhet emelt díjas sms-sel, vagy banki átutalás, esetleg online vásárlás útján.
Sokan adnak fel hirdetést is, amiben társat keresnek, hosszú- vagy rövidtávra. Az internetes ismerkedés gyorsnak és megerőltetés nélkülinek tűnik (sok hirdetésből lehet böngészni rövid idő alatt, nem kell érte elmenni otthonról, stb.), ám egyre többen vannak tisztában azzal a ténnyel, hogy abszurdum megismerni a másik embert pusztán a számítógépen keresztül.

## A házasság ábrázolása a művészetekben
A házasság, mint cselekményelem felhasználása, megjelenítése egyáltalán nem ritka az irodalmi, vagy más művekben. Értelme sokszor szimbolikus, mint az Újtestamentumban Krisztus és a földi egyház kapcsolatának bemutatása , vagy az alkímiában az úgynevezett „Kémiai menyegző”, mely a misztikus Bölcsek kövéhez vezető út egy állomása lett volna. (A kifejezésre sokszor utal Szepes Mária írónő műveiben, akinek kedvelt témája volt az aranycsinálás és a természetfölötti.)
Általában elmondható, hogy átvitt értelemben való megjelenítése az egyesülés, a kohézió szimbóluma.

### A festészetben
- A „Kánai menyegző”. Jézus egyik jól ismert csodatétele, mikor anyjával és tanítványaival együtt meghívták Kánába egy lakodalomba. Ünneplés közben elfogyott a bor, Jézus, anyja közbenjárására a mosakodásra használt hat kőveder vizét borrá változtatta. Az eset kiváló alkalmat nyújtott a későbbi korok művészeinek, hogy ábrázolhassák az izraelita szokások házasságkötését.
- „Szent György esküvője Sabra hercegnővel”, a preraffaelita festő, Dante Gabriel Rosetti akvarellje, 1875; Tate Gallery, London
- A házasságot megelőző eseményt mutat be Pavel Andrejevics Fedotov (1815-1852) festménye, „Az őrnagy leánykérőben.” A realista stílusú alkotás egy tágas, árnyékos, jómódú szobabelsőt ábrázol, melyben a család tesz-vesz éppen. A szemlélő első pillantása a hófehér ruhás ifjú lányra esik, aki kétségbeesve menekülne, de anyja az uszályánál visszafogja. Az ajtóban a pohos őrnagy a bajszát pödri és készül, hogy beljebb lépjen.

### Az irodalomban
- A „Bovaryné” című regény fontos eleme a főhősnő esküvőjének részletes bemutatása, aminek során Emmának először kell szembesülnie a való élet és romantikus álmainak különbözőségével.
- „A hű asszony meg a rossz nő” Fekete Gyula magyar író regénye (1980) olyan kérdéseket feszeget, mint a hűség és a bizalom fogalma, a gyermekvállalás felelőssége, és a házasság intézményének létjogosultsága, az abortusz a kor társadalmában és erkölcsei szerint, szemben az élet egoista élvezetével.

### Filmeken
A hollywoodi stílusú filmek happy endjének egyik gyakori eleme, hogy a főhős és a főhősnő a film végén kimondhatják egymásnak a boldogító igent.
- Az „Oltári vőlegény” című komédiának központi konfliktusa, hogy a semmirekellő agglegénynek záros határidőn belül meg kell nősülnie, különben elesik gazdag, de szeszélyes rokonának vagyonától.
- Az „Oltári nő” című vígjáték egy nőről szól, aki mindig elmenekül az oltár elől.
- A „Bazi nagy görög lagzi” egy görög lány és egy amerikai fiú szerelméről és családjukról szól.
- A „Bazi nagy latin lagzi” egy mexikói lány és egy amerikai férfi érdekházasságáról, majd szerelméről szól.
- A „Bazi nagy amcsi lagzi” egy háromlányos apa viszontagságait mutatja be, lányai egymás után jelentik be férjhez menési szándékukat. Az eredmény: tripla esküvő.

## A házassággal kapcsolatos ünnepek
- Bálint-nap (Valentin-nap)
- Házassági évforduló